# Lars-Eric Widman
Lars Erik (Lars-Eric) Alvar Widman, född den 25 juli 1931 i Kalmar församling, Kalmar län, är en svensk militär.

## Biografi
Widman avlade officersexamen vid Krigsskolan 1954 och utnämndes samma år till fänrik i armén. Han befordrades till kapten 1964, varefter han tjänstgjorde vid Norra skånska regementet 1964–1966, Försvarsstaben 1966–1969 och vid Södermanlands regemente 1969–1970. Han befordrades till major i generalstabskåren 1970 och var lärare vid Militärhögskolan 1970–1971 samt militärassistent vid Statens Järnvägars centralförvaltning 1971–1973. Han befordrades till överstelöjtnant 1972 och var avdelningschef vid Försvarsstaben 1973–1976. Åren 1976–1978 tjänstgjorde han vid Norrbottens regemente. Han befordrades 1978 till överste och var 1978–1982 ställföreträdande befälhavare för Västernorrlands försvarsområde och ställföreträdande chef för Västernorrlands regemente. Han befordrades 1982 till överste av första graden och var chef för Operationssektion 4 i Operationsledningen vid Försvarsstaben 1982–1987. Åren 1987–1991 var han försvarsområdesbefälhavare för Östergötlands försvarsområde och chef för Livgrenadjärregementet.

## Utmärkelser
- Riddare av Svärdsorden, 6 juni 1972.[4]